# Aracopidius oblongus
Aracopidius oblongus là một loài bọ cánh cứng trong họ Ptilodactylidae. Loài này được Carter miêu tả khoa học năm 1930.